# Elbingerode
Elbingerode là một thị xã thuộc huyện Harz, trong bang Saxony-Anhalt của Đức. Thị xã nằm ở phía đông dãy núi Harz, cự ly khoảng 8 km về phía nam Wernigerode. Thị xã gồm nội ô Elbingerode và các làng Königshütte và Rübeland.

## Cư dân nổi tiếng
- Ferdinand Tiemann, nhà hóa học
- Karl Friedrich Paul Ernst, tác gia.

## Kết nghĩa
- Altenau, Đức
- Chambourcy, Pháp
- Elbingerode, Lower Saxony, Đức
- Gehrden, Đức
- Hoheneggelsen, Söhlde, Đức
- Purhus, Đan Mạch
- Velké Opatovice, Blansko District, Cộng hòa Séc